# Sylvan Ebanks-Blake
Sylvan Ebanks-Blake (ur. 29 marca 1986 w Cambridge w Anglii) – angielski piłkarz występujący w Ipswich Town.
Swoją karierę piłkarską rozpoczynał w juniorskiej drużynie Manchesteru United. Swój pierwszy mecz w seniorskim zespole rozegrał 26 listopada 2004 roku w meczu przeciwko Crewe Alexandra, a rok później strzelił swojego pierwszego gola dla United w meczu Pucharu Ligi przeciw Barnet.
Pod koniec sezonu 2004/2005 Blake złamał nogę, przez co był wykluczony z gry w kolejnym sezonie. W pierwszym meczu po wyleczeniu kontuzji Anglik zdobył hat-tricka dla rezerw United.
W styczniu 2006 roku został wypożyczony do Royalu Antwerpia na resztę sezonu, gdzie miał nabyć doświadczenia w pierwszej drużynie. Podczas pobytu na Bosuilstadion w 9 meczach strzelił 4 bramki.
14 lipca 2006 roku podpisał trzyletni kontrakt z drużyną z Football League Championship - Plymouth Argyle. Kwota transferu opiewała na 200 000 funtów, jednak klauzula mówiła o jej zwiększeniu do 300 000 funtów, jeśli Blake osiągnie sukcesy w angielskiej drużynie.
10 stycznia 2008 roku przeszedł za kwotę 1,5 miliona funtów do Wolverhampton Wanderers. W sezonie 2008/09 został królem strzelców League Championship z 24 bramkami na koncie. W klubie występował do końca sezonu 2012/2013, zaliczając z nim spadek do Championship, a następnie League One.
W roku 2008 zaliczył jeden występ w reprezentacji Anglii do lat 21.